# 338 Pułk Pograniczny NKWD
338 Pułk Pograniczny NKWD – jeden z pułków w składzie wojsk NKWD. U schyłku lata 1945 operował w regionie Lubaczowa walcząc z polskim podziemiem niepodległościowym oraz sotniami UPA.
Rozkazem bojowym nr 0016 sztabu 64 DS WW NKWD z 16 maja 1945 roku otrzymał zadanie pozostania w dotychczasowych miejscach dyslokacji oraz obsługi operacyjnej województwa rzeszowskiego. Podlegał operacyjnie podpułkownikowi Chlebtowskiemu.
25 października 1945 roku pułk został cofnięty na terytorium ZSRR.